# Abdol Abad
Abdol Abad est un quartier du sud-ouest de Téhéran, la capitale de l'Iran. C'était un ancien village incorporé à l'agglomération de Téhéran.